# 安内日卡·德拉霍托娃

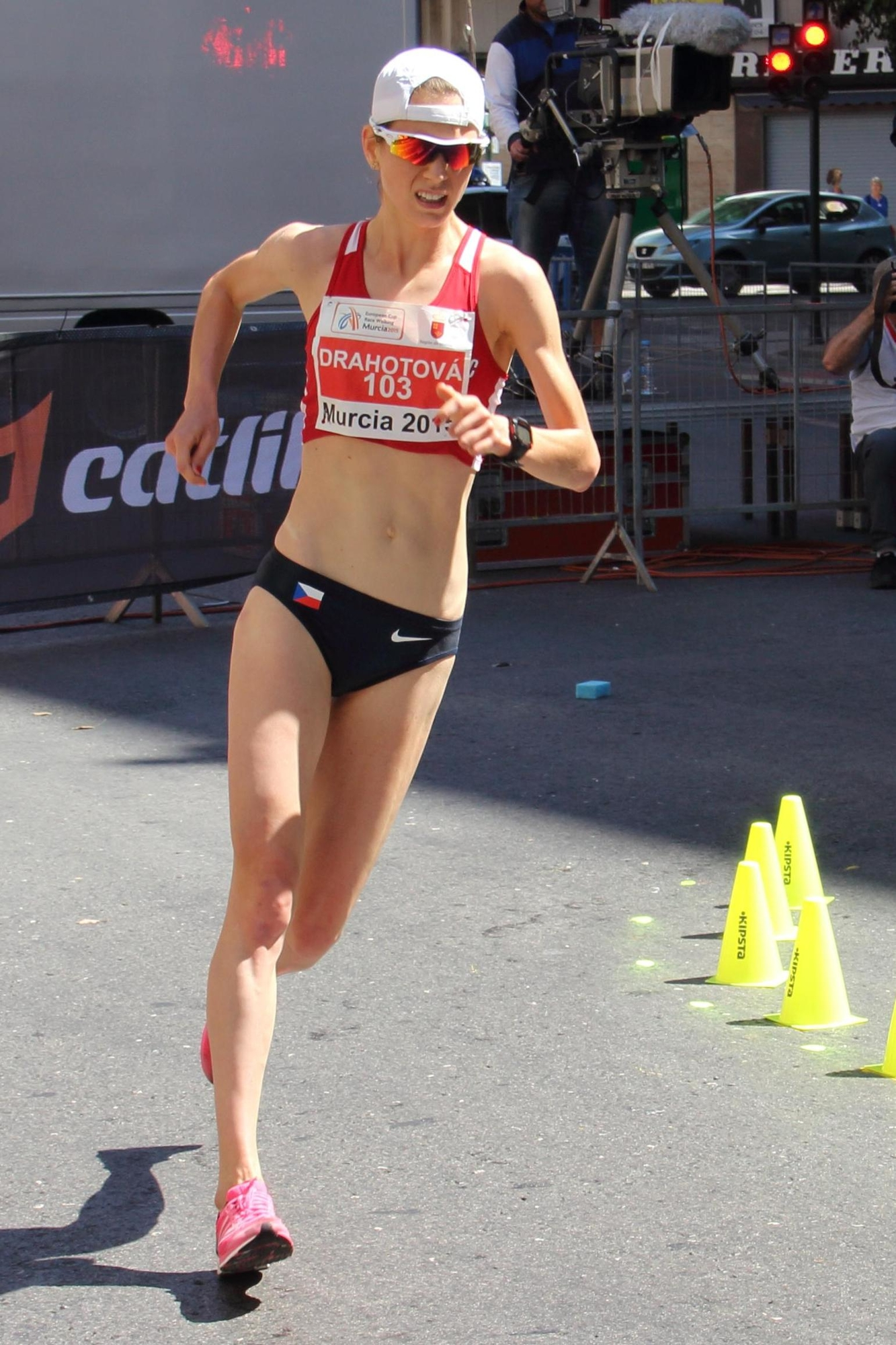
安内日卡·德拉霍托娃

安内日卡·德拉霍托娃（捷克語：Anežka Drahotová，捷克語發音：[ˈanɛʃka ˈdraɦotovaː]；1995年7月22日—）生于伦布尔克，是一名参加竞走、中长跑和障碍跑的捷克田径运动员和国际级自行车运动员。她曾在2018年欧洲田径锦标赛女子20公里竞走项目上以1小时27分03秒的赛季最好成绩获得亚军。